# 白夜わが愛
宝塚グランドロマン『白夜わが愛』（びゃくやわがあい）は宝塚歌劇団のミュージカル作品。星組公演。
原作は五木寛之、脚本・演出は植田紳爾、演出は阿古健。

## 解説
五木寛之の小説「朱鷺の墓」を原作とする作品。
鳳蘭の宝塚退団公演で、この公演の直前に鳳は星組から専科に異動しており、次期星組トップスターには瀬戸内美八が就任していた。鳳は専科からの特別出演であったが、実質「星組トップスター・鳳蘭のサヨナラ公演」であった。瀬戸内は直前まで古巣月組の公演に特別出演していたこともあり、ダンス場面とフィナーレのみの出演で芝居本編にはまったく登場しなかった。

## 物語
※『宝塚歌劇100年史（舞台編）』の宝塚大劇場公演のページを参照
明治時代の末期から大正時代にかけての日露戦争やロシア革命という時代を背景に、ロシアの貴族イワーノフと、金沢の美しい芸者・染乃との数奇な人生の貫かれた誠の愛を追って、サンクトペテルブルク、金沢、シベリアと舞台を移して展開される。

## 公演期間と公演場所
- 1979年5月11日 - 6月26日[3]（新人公演・第一部：5月29日[4]、新人公演・第二部：6月15日[4]）　宝塚大劇場
- 1979年7月28日 - 8月28日[5]（新人公演：8月12日[4]）　東京宝塚劇場

## 主な配役
※「（）」の人物は新人公演・配役
- イワーノフ - 鳳蘭（峰さを理(全公演共通)）[4]
- 染乃 - 遥くらら（紫城いずみ(全公演共通)）[4]
- 雁木機一郎 - 但馬久美
- ピョートル - 峰さを理

## 宝塚大劇場公演のデータ
形式名は「宝塚グランド・ロマン」。2部35場。

### スタッフ
- 音楽[6]：寺田瀧雄、入江薫、鞍富誠三、田中克彦（言語学者ではない）
- 作詞：五木寛之[7]
- 音楽指揮[6]：野村陽児、橋本和明
- 振付[6]：藤間勘十郎、喜多弘、岡正躬、司このみ、羽山紀代美、黒瀧月紀夫
- 擬闘[6]：市川段猿
- 装置：渡辺正男[6]
- 衣装[6]：静間潮太郎、中川菊枝
- 照明：今井直次[7]
- 音響：松永浩志[7]
- 小道具[7]：上田特市、万波一重
- 効果：中田正廣[7]
- 方言指導：新保千代子[7]
- 演出助手[7]：正塚晴彦、中村暁
- 制作：野田浜之助[7]
- 美術公証：小西松茂[7]
- 笛：藤舎推峰[7]
- 振付補：藤間伊佐舞[7]

## 主な楽曲
- ｢白夜わが愛｣     作詞 五木寛之 作曲 寺田瀧雄
- ｢さまよい人の詩」作詞 五木寛之 作曲 寺田瀧雄
  - EP「白夜わが愛 / さまよい人の詩」唄：鳳蘭   AT-4097(東宝レコード)
  - LP(2枚組) 星組公演 実況録音 グランド・ロマン 白夜わが愛 朱鷺の墓より BR02-02P